# Opérculo (gastrópode)

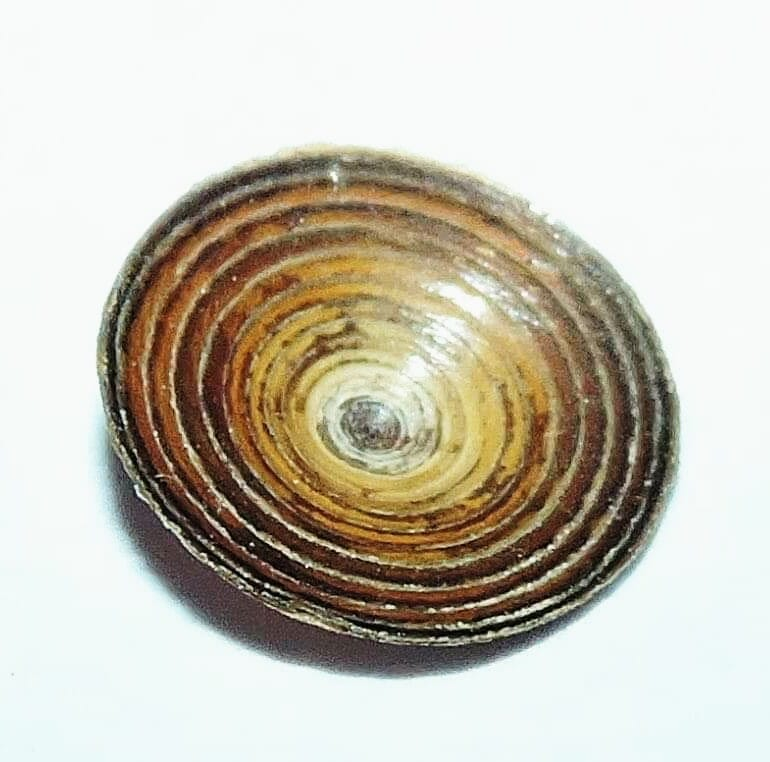
Opérculo córneo da espécie Agathistoma viridulum (Gmelin, 1791).

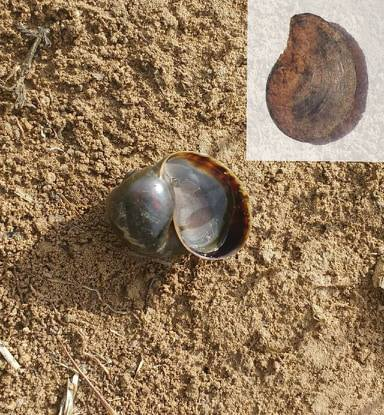
Concha do caramujo de água doce do gênero Pomacea sobre a terra, com seu opérculo córneo cerrando a abertura. No destaque, em branco, o opérculo, que se posiciona como uma vírgula invertida, quando a espiral está para cima.

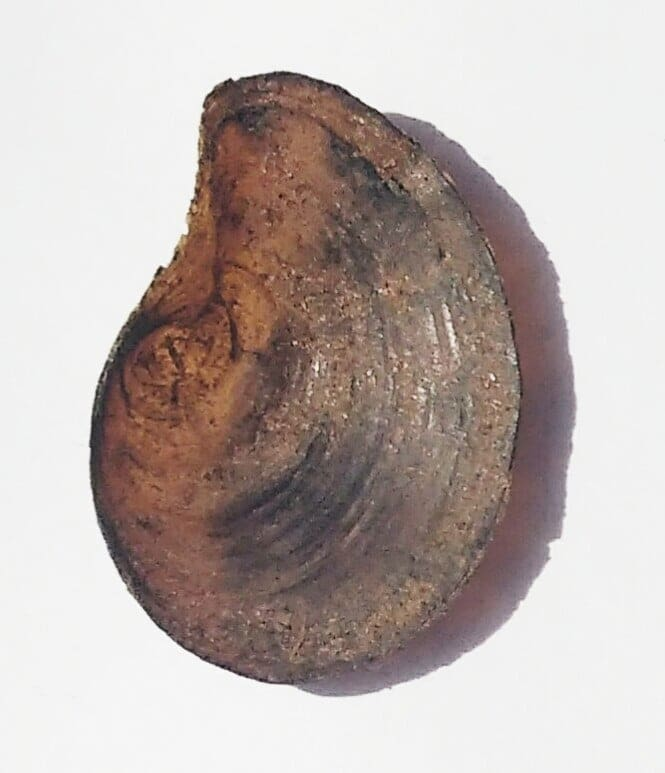
Detalhe do opérculo no destaque da imagem acima.

Em moluscos da classe Gastropoda, o opérculo (do latim: operculum; na tradução para o português, "cobertura" ou "tampa") é uma estrutura anatômica do seu pé, podendo ser de natureza córnea ou calcária, e que funciona como um encaixe protetor, em sua abertura, como um alçapão, encerrando o animal na concha de maneira mais ou menos eficaz contra a predação; também servindo para proteger o molusco em condições momentâneas de estiagem. Está presente em caramujos marinhos e de água doce (não incluindo todas as espécies), e ainda em alguns grupos de caracóis terrestres, incluindo, entre outras, as famílias Helicinidae, Cyclophoridae, Aciculidae, Maizaniidae e Pomatiidae. Nos Strombidae, marinhos, o opérculo, em forma de garra, é usado para empurrar o substrato de uma forma saltitante, realizando sua locomoção. Muitas famílias os possuem reduzidos em seu tamanho, tornando-se estruturas vestigiais e não sendo mais capazes de fechar a abertura da concha.

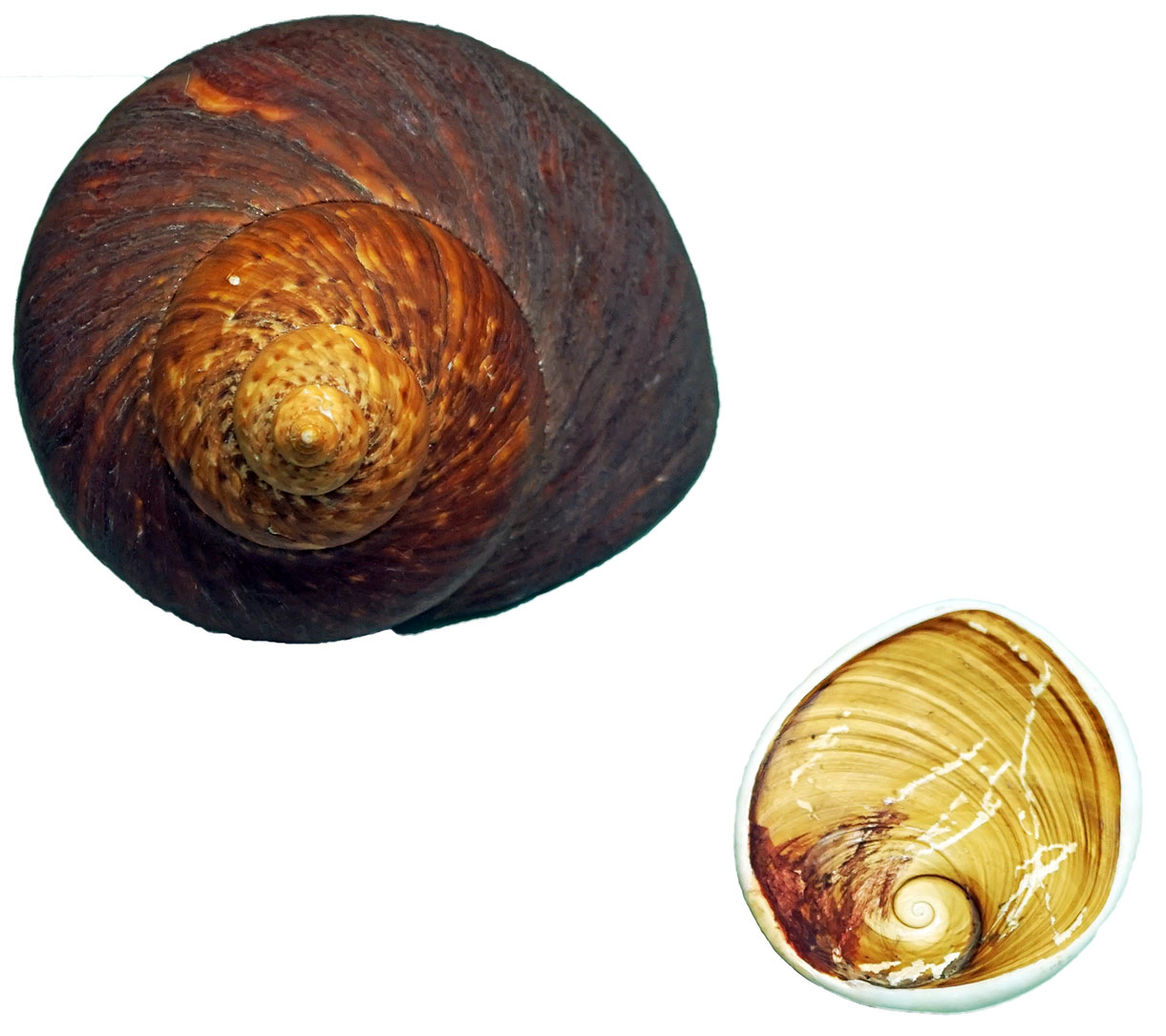
Opérculo calcário de capa córnea espiralada, abaixo, do gastrópode Turbo jourdani  Kiener, 1839, acima, característico de moluscos da família Turbinidae.

## Pulmonata
Praticamente todos os caracóis terrestres Pulmonata não têm um opérculo; no entanto, algumas espécies são capazes de segregar uma estrutura temporária que pode, em alguns casos, servir-se das mesmas funções que um opérculo. Esta estrutura pode ser distinguida do verdadeiro opérculo pela sua homogeneidade ou falta de marcas de crescimento.

## Galeria de imagens

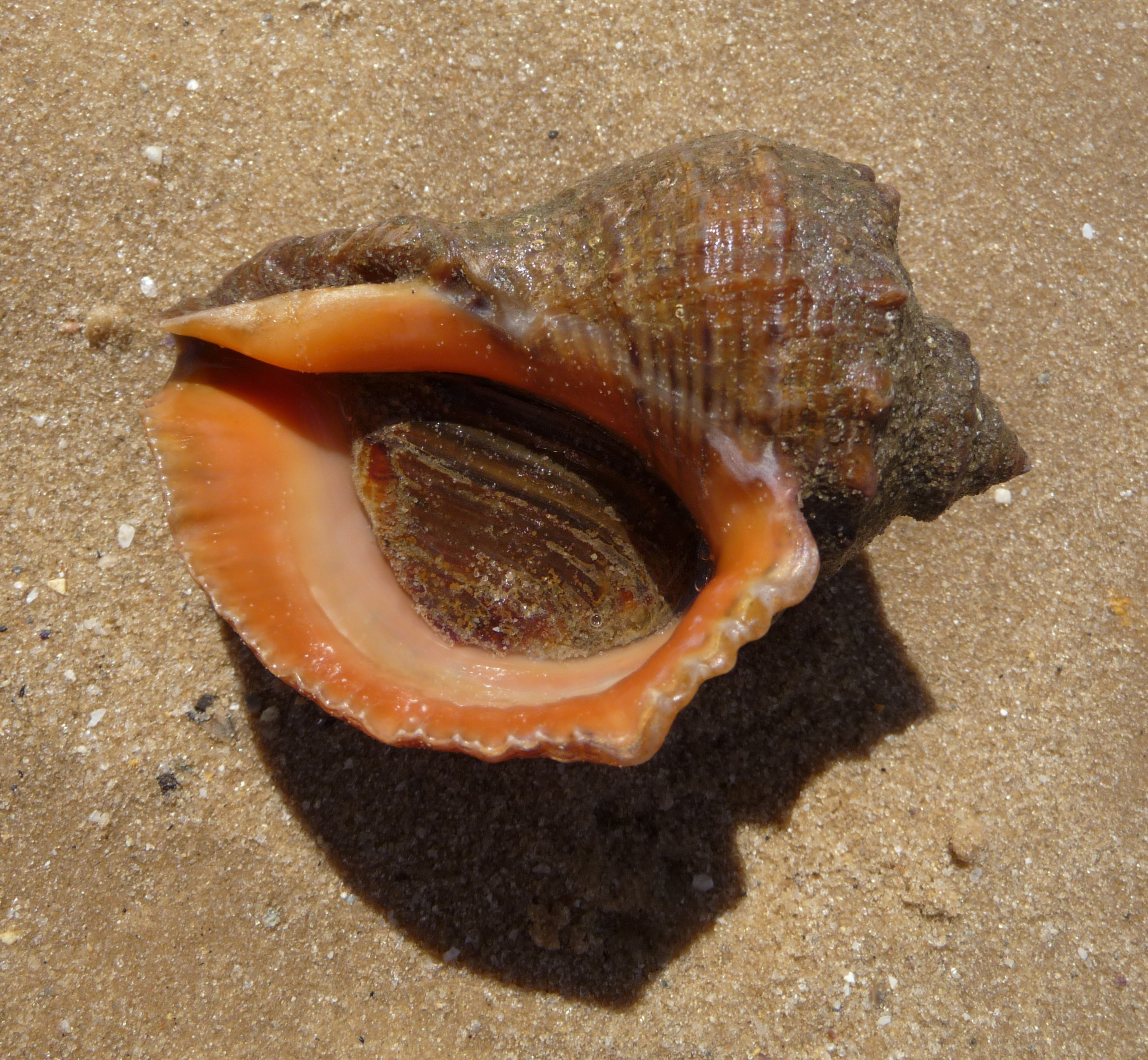
Opérculo córneo no gastrópode Rapana venosa (Valenciennes, 1846)[6], cobrindo toda sua abertura durante a maré baixa.
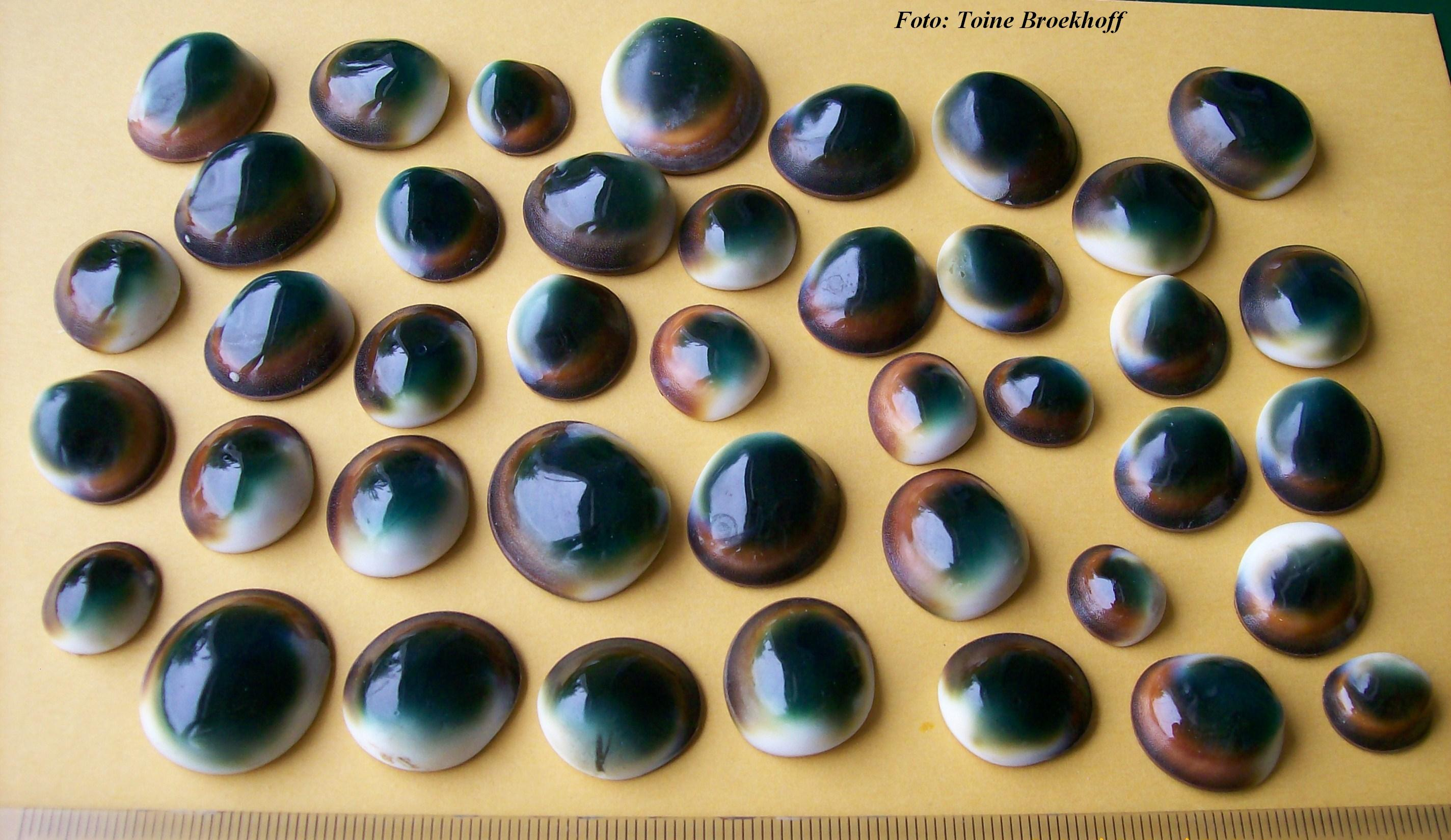
Opérculos calcários esverdeados da espécie Turbo petholatus Linnaeus, 1758, utilizados em adornos e recebendo a denominação inglesa de cat's eye.
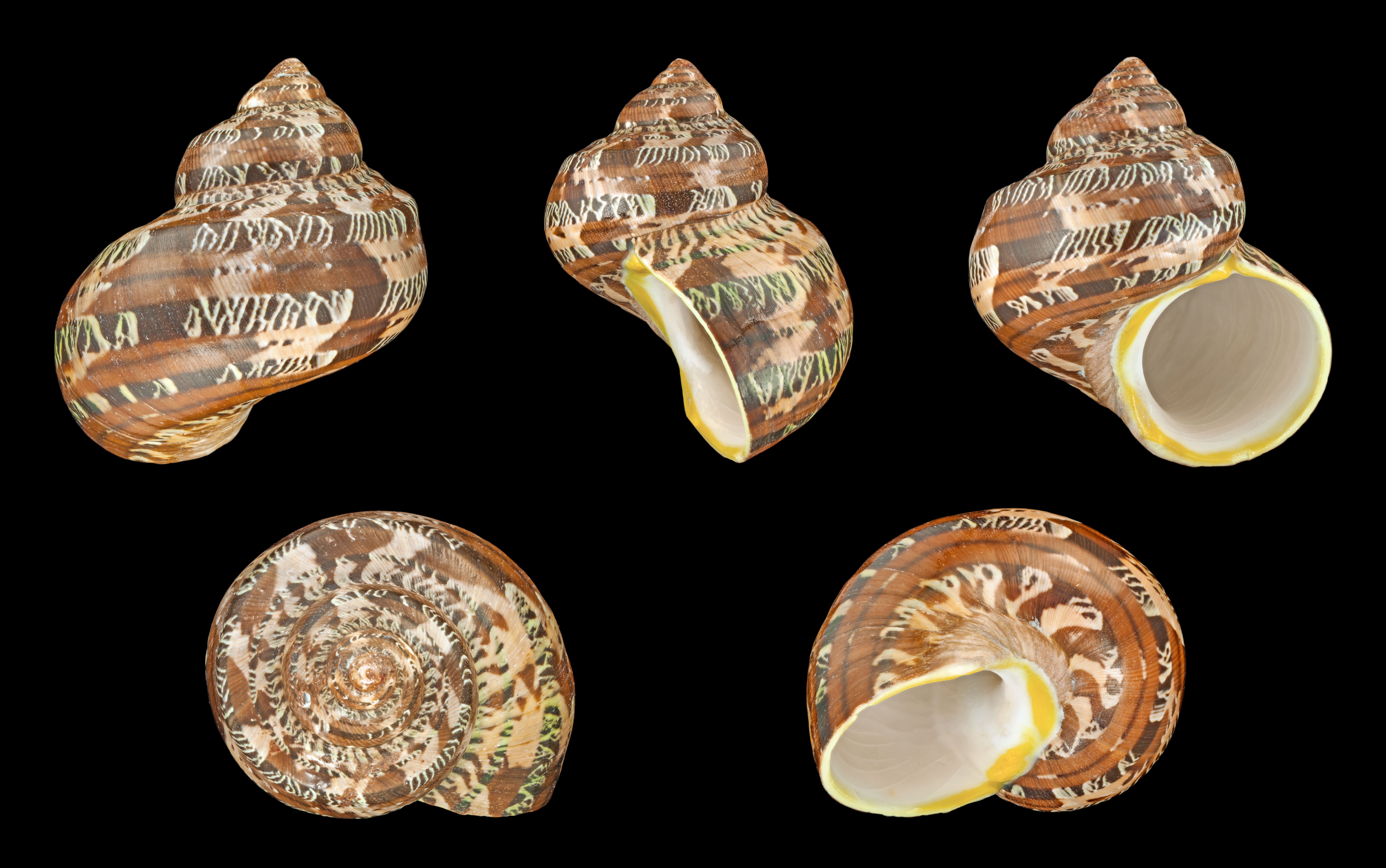
Cinco vistas da concha de Turbo petholatus Linnaeus, 1758[7], de espécime vindo do Vietnã.
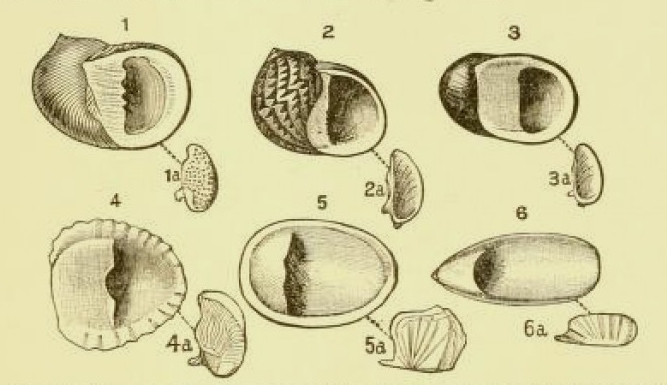
Conchas de Neritidae e seus opérculos calcários; retiradas do livro The Cambridge Natural History (1895): 1. Nerita; 2, 3. Neritina; 4. Neritina, forma intermediária (= Neritina granosa); 5, 6. Septaria.
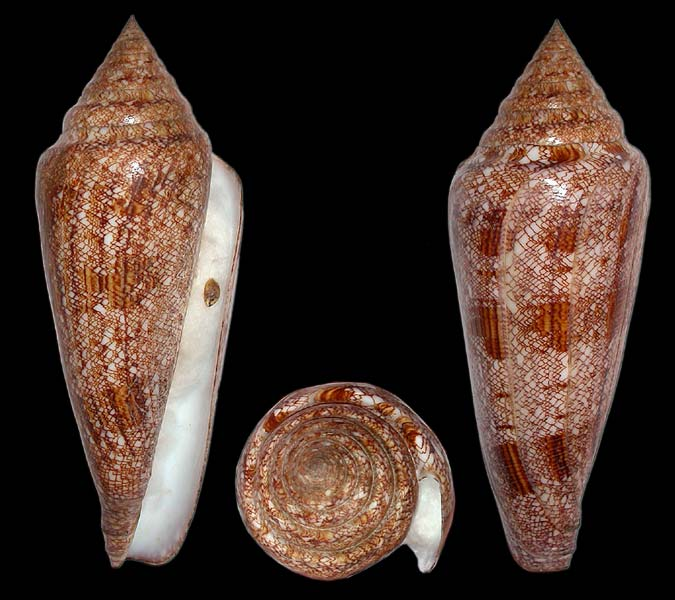
Fotografia de Conus gloriamaris Chemnitz, 1777[8] mostrando o seu pequeno opérculo (à esquerda).